# Колійний пост

Анімована ілюстрація перемикання з’єднань на колійному посту.

Колійні пости — роздільні пункти на залізниці, які не мають колійного розвитку (блокпости при напівавтоматичному блокуванні, пости примикання на одноколійних перегонах з двоколійними вставками, передвузлові пости).
Зазвичай колійний пост складається зі стрілочного переводу для розподілу напрямків руху поїздів та вловлювального тупика. У окремих випадках колійний пост все ж має невеликий колійний розвиток.
На більшості колійних постів вантажні та пасажирські операції не виконуються, однак частина колійних постів має посадочну платформу та відкриту згідно з Тарифним керівництвом функцію посадки пасажирів на приміські поїзди та висадки з них.